# 藤一番
株式会社藤一番（ふじいちばん）は、ラーメンチェーン店「藤一番」などを展開している企業。

## 概要

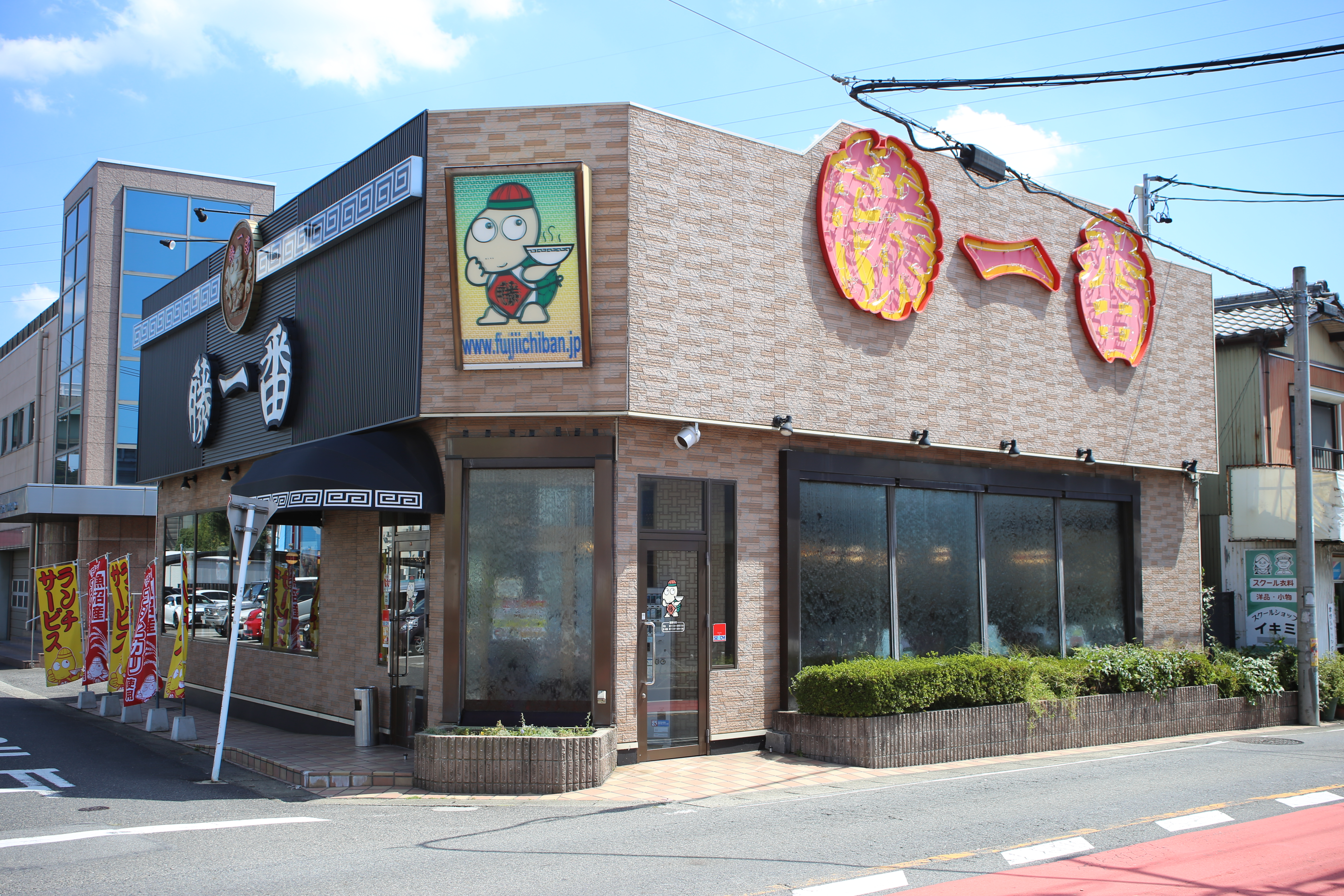
小牧インター店（2016年8月）

本社は愛知県小牧市に所在。本社ビルはセントラルキッチンを併設し、また藤一番小牧インター店が隣接する。
1984年の会社設立以来、名古屋市を中心に「藤一番」のフランチャイズ展開を行ってきたが、2000年からは「総本家しなとら」も展開。さらに、2010年からはもつ鍋・焼肉料理店の「炙厨房こんろ家」も展開している。2014年掲載データによれば、藤一番を40店舗（内33店が愛知県）、しなとらを24店舗、こんろ家を2店舗、ヴォーノイタリアを2店舗の、計68店舗を出店している。

## 沿革
- 1984年4月18日 - 株式会社エクサを設立、創業[3][1]。
- 1989年5月 - 自社製麺を開始。
- 1991年4月 - セントラルキッチンを開設。藤一番事業本部を設立。
- 1993年9月 - 名古屋市中区新栄に本社ビルを購入。
- 1994年11月 - セントラルキッチンを名古屋市南区へ移転。
- 1997年9月 - グアムに現地法人を設立し、藤一番グアム1号店を開店。
- 2003年4月 - 株式会社ワールドフーズ21を吸収合併し、エクサグローバルフーズ株式会社へ社名変更[3]。
- 2005年2月 - 本社およびセントラルキッチンを小牧市へ移転[2]。香港に藤一番香港1号店を開店。
- 2007年5月 - ISO 22000認証を取得[2]。
- 2008年7月 - タイに藤一番タイ1号店を開店。
- 2012年4月 - 株式会社藤一番へ社名変更[3]。セントラルキッチンを食品製造の株式会社Dクリエイツとして分社化[2]。